# 伊佐迈尼
伊佐迈尼（希臘語：Ειδομένη, 發音：[iðoˈmeni]）是希腊中马其顿大区基尔基斯专区佩奥尼亚市镇的小村庄，靠近北马其顿边界。
该村建在库里山郊外，海拔65米。它坐落在阿西奥斯河西岸，靠近北马其顿边界。该村与一个火车站紧密相连，该站是从北方的欧洲国家进入希腊的第一个火车站。伊佐迈尼的居民是希腊的马其顿人和斯拉夫人，以及1923年希腊和土耳其之间的人口交换之后，东色雷斯的难民的后裔，以及小亚细亚沿岸难民的混血后裔。根据2011年人口普查，伊佐迈尼的人口是154人。

## 历史
斯特拉波在《地理学》和修昔底德在《伯罗奔尼撒战争史》中记载了伊佐迈尼。
1936年以前，这里被叫做Sehovo（希臘語：Σέχοβο) or Seovo (希臘語：Σέοβο）或Seovo（希臘語：Σέοβο），1936年被重新命名为村子附近的古代希腊城镇同样的名字“Idomene”。在1821年的希腊独立战争期间，在Zafirios Stamatiades的领导下，后来希腊南部的军事领导人之一，Sechovo / Idomeni(Sechovites)的居民反抗奥斯曼当局。该村于1824被奥斯曼军事当局摧毁，以作为参与叛乱的报复。从1870年到巴尔干战争，很多希腊和保加利亚之间的民族冲突发生在村。1878年，在君士坦丁堡出版的《阿德里安堡的民族志》一书中，反映了1873年男性人口的统计数据，Seovo被认为是一个拥有85户家庭和394名保加利亚居民的村庄。俄土战争_(1877年-1878年)后，希腊都主教在斯特鲁米察关闭了Sehovo的保加利亚人学校。
在1878年的马其顿反抗聖斯特凡諾條約的叛乱中，三个来自这个村庄的人加入了武装叛乱集团：Dellios Kovatsis, Stogiannis (Stoikos) Stoides 和 Nicolaos Stoides。在希腊为马其顿的斗争中，许多塞契沃/伊德梅尼居民为希腊方面的斗争而出名，比如乔治奥斯·斯坦提亚德斯、他的儿子扎非里奥斯·帕帕扎菲里奥、他的孙子乔治·帕帕佐菲里奥和格雷戈里奥斯·帕帕佐菲里乌，以及斯特利诺斯·科瓦图斯。另一方面，马其顿内部革命组织（IMRO）成立于1895年至1896年。许多Sechovo居民为保加利亚人而战，如IMRO总督艾格尔·马西耶夫(1872 - 1932)、迪米塔尔·德祖扎诺夫(1887 - 1929)、格里格尔·托特夫(1868 - 1934)、戈诺·巴拉巴诺夫等人。
Dimitar Mishev(d . Brankov)所做的“La Macedoine et sa Population Chretienne”调查结果表明，1905年的Sehovo的基督徒人口是由1,120名保加利亚的Exarchists组成的。

## 交通
在伊佐迈尼附近，有伊佐迈尼火车站，火车通往塞萨洛尼基、贝尔格莱德和中欧。

## 难民
自2014年以来，来自叙利亚以及来自阿富汗、巴基斯坦和其他西南亞国家的难民开始涌向伊佐迈尼，穿越希腊边界，进入北马其顿。后者和北方的塞尔维亚都不在申根区，这就是为什么难民更喜欢这种方式到达德国和瑞典等国家，所以再从塞尔维亚进入申根区，如果被捕，他们将被遣返回克罗地亚或匈牙利（接近他们想要的移民目的地，特别是德国），而不是南方的希腊。
2015年，前南斯拉夫马其顿共和国决定用军队保卫边界，以防止难民进入该国，因为塞尔维亚也关闭了边界。
因此，無國界醫生和联合国难民署于2015年建造的伊佐迈尼过境营，为每天不超过6,000名难民提供基本支助，迅速成为一个长期居住的营地。留在伊佐迈尼的难民人数达到15,000人。2016年5月24日，希腊当局开始将难民从伊佐迈尼难民营安置到主要在塞萨洛尼基市内和附近的处理设施。